# ヴォルフガング・シェルマン
ヴォルフガング・シェルマン（Wolfgang Schellmann、1911年3月2日 - 1941年6月22日）は、ドイツ空軍の軍人。スペイン内戦で12機、第二次世界大戦で13機を撃墜したエース・パイロットであり、その戦功から騎士鉄十字章を授与された。

## 経歴
1911年3月2日、カッセルで生まれた。シェルマンは選ばれた数名のドイツ人パイロットの1人としてソ連のリペツク戦闘機パイロット学校で戦闘訓練を始めた。帰国後、1935年3月にドイツ空軍が創設されると、第135戦闘航空団第2中隊の指揮を執った。1937年12月19日、中尉に昇進したシェルマンはコンドル軍団の第88戦闘飛行隊第1中隊の中隊長となり、同隊を率いてスペイン内戦で戦った。1938年1月18日、I-16を撃墜し、初戦果を記録。6月25日、5機撃墜でエース・パイロットとなった。シェルマンはスペイン内戦でヴェルナー・メルダースに次ぐ12機を撃墜した。
本国に帰還後、ダイヤモンド付スペイン十字章金章を授与され、大尉に昇進した。その後、新たに設立された第132戦闘航空団第IV飛行隊本部小隊に配属され、指揮経験を積んだ。それから1年間の間に同隊は第331戦闘航空団第I飛行隊に改称され、最終的に第77戦闘航空団第I飛行隊に改称された。1939年9月、ポーランド侵攻でこの部隊を率いた後、短期的に第2航空艦隊本部で管理職を務めた。
12月15日、新たに設立された第2戦闘航空団（JG 2）第II飛行隊の飛行隊長に任命された。1940年5月15日、ハリケーンを撃墜し、第二次世界大戦の初戦果を記録。フランスの戦いが終わるまでに更に6機を撃墜した。バトル・オブ・ブリテン期間中の9月3日にJG 2の戦闘航空団司令に任命された。9月18日、23機撃墜（スペイン内戦の12機を含む）の功により騎士鉄十字章を授与された。
10月22日、第27戦闘航空団の戦闘航空団司令となり、後任はヘルムート・ヴィックが務めた。少佐に昇進後、JG 2を率いてバルカン戦線 (第二次世界大戦)に参加し、1941年4月20日にギリシャで24機撃墜を達成した。
バルバロッサ作戦開始日の6月22日、フロドナ近郊で25機撃墜を達成した直後にシェルマンの乗機のメッサーシュミット Bf109 Eはクズミンが操縦するI-153に衝突した。クズミンは戦死、シェルマンはソ連領上空で何とかベイルアウトに成功したが、二度と姿を見せることは無かった。ドイツの戦線に戻ろうとしているところを捕えられ、その後NKVDによって殺されたと考えられている。
シェルマンは150回の出撃で25機（スペイン内戦での12機を含む）を撃墜し、死後中佐に昇進した。

## 受勲
- ダイヤモンド付スペイン十字章金章
- 鉄十字勲章1939年章
  - 2級
  - 1級
- 騎士鉄十字章（1940年9月18日）：少佐、第2戦闘航空団司令として[3]